# La Ferté-Gaucher
La Ferté-Gaucher és un municipi francès, situat al departament de Sena i Marne i a la regió de Illa de França. L'any 2007 tenia 4.092 habitants.
Forma part del cantó de Coulommiers, del districte de Provins i de la Comunitat de comunes dels Deux Morin.

## Demografia

### Població
El 2007 la població de fet de La Ferté-Gaucher era de 4.092 persones. Hi havia 1.755 famílies, de les quals 685 eren unipersonals (251 homes vivint sols i 434 dones vivint soles), 459 parelles sense fills, 437 parelles amb fills i 174 famílies monoparentals amb fills.
La població ha evolucionat segons el següent gràfic:
Habitants censats

### Habitatges
El 2007 hi havia 2.018 habitatges, 1.802 eren l'habitatge principal de la família, 29 eren segones residències i 187 estaven desocupats. 934 eren cases i 1.004 eren apartaments. Dels 1.802 habitatges principals, 680 estaven ocupats pels seus propietaris, 1.076 estaven llogats i ocupats pels llogaters i 46 estaven cedits a títol gratuït; 130 tenien una cambra, 273 en tenien dues, 516 en tenien tres, 421 en tenien quatre i 462 en tenien cinc o més. 935 habitatges disposaven pel capbaix d'una plaça de pàrquing. A 924 habitatges hi havia un automòbil i a 442 n'hi havia dos o més.

### Piràmide de població
La piràmide de població per edats i sexe el 2009 era:
| Homes | Edats   | Dones |
| ----- | ------- | ----- |
| 1     | 95 o +  | 8     |
| 12    | 90 a 94 | 25    |
| 26    | 85 a 89 | 84    |
| 21    | 80 a 84 | 41    |
| 47    | 75 a 79 | 101   |
| 66    | 70 a 74 | 99    |
| 81    | 65 a 69 | 100   |
| 128   | 60 a 64 | 110   |
| 89    | 55 a 59 | 89    |
| 122   | 50 a 54 | 126   |
| 146   | 45 a 49 | 110   |
| 114   | 40 a 44 | 142   |
| 121   | 35 a 39 | 152   |
| 148   | 30 a 34 | 138   |
| 153   | 25 a 29 | 147   |
| 131   | 20 a 24 | 147   |
| 113   | 15 a 19 | 150   |
| 175   | 10 a 14 | 143   |
| 116   | 5 a 9   | 180   |
| 129   | 0 a 4   | 114   |

## Economia
El 2007 la població en edat de treballar era de 2.535 persones, 1.841 eren actives i 694 eren inactives. De les 1.841 persones actives 1.533 estaven ocupades (849 homes i 684 dones) i 306 estaven aturades (132 homes i 174 dones). De les 694 persones inactives 211 estaven jubilades, 212 estaven estudiant i 271 estaven classificades com a «altres inactius».

### Ingressos
El 2009 a La Ferté-Gaucher hi havia 1.870 unitats fiscals que integraven 4.116 persones, la mediana anual d'ingressos fiscals per persona era de 15.385 €.

### Activitats econòmiques
Dels 253 establiments que hi havia el 2007, 1 era d'una empresa extractiva, 4 d'empreses alimentàries, 1 d'una empresa de fabricació de material elèctric, 7 d'empreses de fabricació d'altres productes industrials, 25 d'empreses de construcció, 70 d'empreses de comerç i reparació d'automòbils, 11 d'empreses de transport, 18 d'empreses d'hostatgeria i restauració, 17 d'empreses financeres, 12 d'empreses immobiliàries, 25 d'empreses de serveis, 40 d'entitats de l'administració pública i 22 d'empreses classificades com a «altres activitats de serveis».
Dels 77 establiments de servei als particulars que hi havia el 2009, 1 era una oficina d'administració d'Hisenda pública, 1 gendarmeria, 1 oficina de correu, 6 oficines bancàries, 2 funeràries, 7 tallers de reparació d'automòbils i de material agrícola, 2 tallers d'inspecció tècnica de vehicles, 2 autoescoles, 5 paletes, 3 guixaires pintors, 7 fusteries, 3 lampisteries, 4 electricistes, 1 empresa de construcció, 7 perruqueries, 3 veterinaris, 11 restaurants, 6 agències immobiliàries, 1 tintoreria i 4 salons de bellesa.
Dels 32 establiments comercials que hi havia el 2009, 3 eren supermercats, 1 una botiga de més de 120 m², 4 fleques, 2 carnisseries, 2 llibreries, 7 botigues de roba, 1 una botiga d'equipament de la llar, 2 botigues de mobles, 2 botigues de material esportiu, 4 drogueries, 2 joieries i 2 floristeries.
L'any 2000 a La Ferté-Gaucher hi havia 13 explotacions agrícoles que ocupaven un total de 1.130 hectàrees.

## Equipaments sanitaris i escolars
El 2009 hi havia 2 farmàcies i 1 ambulància.
El 2009 hi havia 1 escola maternal i 1 escola elemental. La Ferté-Gaucher disposava d'un col·legi d'educació secundària amb 647 alumnes.

## Poblacions més properes
El següent diagrama mostra les poblacions més properes.